# Castes japonaises du ritsuryō
Les castes japonaises du ritsuryō, instaurées au Japon à la fin du VIIe siècle étaient basées sur une division en deux de la société, comme dans la Chine des Tang. Ce système de castes fut officiellement supprimé en 1871, sous le gouvernement Meiji.
Ryōmin (良民) et senmin (賤民) étaient les deux principales castes du système de caste du Japon médiéval.

## Subdivisions dans la caste desryōmin
Les ryōmin (littéralement « bon citoyens ») étaient la classe sociale la plus élevée. Ils étaient divisés en 4 groupes[réf. nécessaire] :
- kanjin (官人?), les représentants officiels du gouvernement, les serviteurs publics ;
- komin (公民?), les sujets impériaux, les citoyens libres ;
- shinabe (品部?), les artisans et personnels travaillant à la cour ;
- zakko (雑戸?), les marchands.

## Senmin
Les senmin (littéralement « citoyens bas ») représentaient la classe basse du système de caste, séparée en cinq sous-classes, donc parfois appelé goshiki no sen (五色の賤, « les cinq types de “citoyens bas” ») :
- ryōko (陵戸?), gardes de la famille impériale ;
- kanko (官戸?), fonctionnaires des ministères publics ;
- kenin (家人?), personnels des familles de haut-rang ;
- kunuhi (公奴婢?), esclaves de la cour ;
- shinuhi (私奴婢?), esclaves des familles.